# John Rose (politiker)
John Williams Rose, född 23 februari 1965 i Cookeville i Tennessee, är en amerikansk politiker (republikan). Han är ledamot av USA:s representanthus sedan 2019.
Rose gick i skola i Cookeville High School i Cookeville i Tennessee och utexaminerades 1988 från Tennessee Tech. Han avlade 1990 masterexamen vid Purdue University i Indiana och 1993 juristexamen vid Vanderbilt University i Tennessee.